# 24. фебруар
24. фебруар је педесет пети дан у години у Грегоријанском календару. 310 дана (311 у преступним годинама) остаје у години после овог дана.

## Догађаји
- 303 — Диоклецијан је издао свој едикт којим је почео прогон хришћана у његовом делу Римског царства.
- 1389 — Данци, у бици код Фолкепинга, поразили Швеђане и заробили краља Алберта, после чега је Маргарета I постала владар Данске и Шведске.
- 1525 — Шпанци под командом маркиза од Пескаре победили француско-швајцарску војску у бици код Павије у Италији.
- 1537 — Склопљен је мир из Великог Варадина између Фердинанда I и Јована Запоље.
- 1804 — Српски устаници под командом Карађорђа поразили су дахије у бици код Дрлупе.
- 1826 — Потписан је мир из Јандабоа, којим је окончан Први англо-бурмански рат.
- 1868 — Конгрес САД покренуо је поступак опозива против председника државе Ендруа Џонсона.
- 1917 — Америчком амбасадору у Уједињеном Краљевству је уручен Цимерманов телеграм у ком се Немачка обавезује да осигура повратак Новог Мексика, Тексаса и Аризоне ако Мексико објави рат Сједињеним Државама.
- 1938 — У Арлингтону у Њу Џерсију направљен први производ од најлона - чекиње за четкицу за зубе.
- 1943 — Повлачењем савезничких снага завршена је битка за Касерински пролаз, први већи окршај немачких и америчких трупа.
- 1945 —
  - Египатски премијер Ахмед Махер-паша убијен је у парламенту, непосредно након што је објавио декларацију о ступању Египта у рат против Немачке и Јапана.
  - Америчке трупе, у Другом светском рату, ослободиле Манилу, главни град Филипина који је био под јапанском окупацијом.
- 1946 — Хуан Перон је изабран за председника Аргентине, започевши први од три мандата на челу те државе.
- 1966 — Војним ударом у Гани, збачен је с власти председник Кваме Нкрума.
- 1974 — Пакистан саопштио да је званично признао Бангладеш (бивши Источни Пакистан) као независну државу.
- 1989 — Сахрањен цар Јапана Хирохито, регент од 1921, када је заменио болесног оца и цар од 1926. После пораза Јапана у Другом светском рату одрекао се 1946. "божанског порекла", а уставом 1947. укинута му је царска апсолутистичка владавина. Међународни суд ослободио га је 1948. оптужби за ратне злочине које су Јапанци починили током Другог светског рата.
- 1991 — Америчке и савезничке снаге почеле су у Заливском рату копнену офанзиву на ирачке снаге у Ираку и Кувајту.
- 1996 — Палестински исламски терористи убили су у два самоубилачка напада у Израелу 27 и ранили 77 људи.
- 1998 — Француски парламент једногласно ратификовао споразум о свеобухватној забрани атомских проба.
- 2000 — Савет безбедности УН одобрио је слање 5.500 припадника мировних трупа за надгледање крхког примирја у Демократској Републици Конго.
- 2001 — Џорџ Буш преузео је дужност председника САД, након што је на изборима победио Ала Гора.
- 2002 — На Зимским олимпијским играма у Солт Лејк Ситију, највише медаља освојили су спортисти из Немачке: 12 златних, 16 сребрних и седам бронзаних, односно, укупно 35 медаља.
- 2003 —
  - У земљотресу у области Ксинџијанг, на североистоку Кине погинуло је 268, а повређено више од 4.000 особа.
  - Војислав Шешељ, лидер Српске радикалне странке, добровољно се предао Хашком трибуналу где је оптужен за ратне злочине у Хрватској, Босни и Херцеговини, и Војводини у периоду 1991—1993.
- 2006 — На Монтевизији 2006. победио Стеван Феди са песмом Ципеле.
- 2022 —
  - Руска Федерација је покренула војну инвазију на Украјину.
  - Украјина прогласила ратно стање.

## Рођења
- 1786 — Вилхелм Грим, немачки филолог и књижевник. (прем. 1859)[1]
- 1803 — Миша Анастасијевић, српски трговац, бродовласник и добротвор. (прем. 1885)[2]
- 1847 — Сима Лозанић, српски хемичар. (прем. 1935)[3]
- 1879 — Михаило Миловановић, српски сликар, вајар и писац. (прем. 1941)[4]
- 1882 — Љубомир Ивановић, српски сликар. (прем. 1945)[5]
- 1887 — Бора Костић, српски шахиста. (прем. 1963)[6]
- 1902 — Недељко Гвозденовић, српски сликар. (прем. 1988)[7]
- 1903 — Владимир Бартол, словеначки писац, драматик и публициста. (прем. 1967)[8]
- 1923 — Михаило Марковић, српски филозоф. (прем. 2010)[9]
- 1926 — Никола Караклајић, српски и југословенски шахиста, новинар, публициста, радијски водитељ и ди-џеј. (прем. 2008)
- 1927 — Емануел Рива, француска глумица и песникиња. (прем. 2017)[10]
- 1931 — Доминик Кијанеси, амерички глумац и музичар.[11]
- 1938 — Џејмс Фарентино, амерички глумац. (прем. 2012)[12]
- 1940 — Денис Лоу, шкотски фудбалер (прем. 2025).[13]
- 1944 — Ивица Рачан, хрватски политичар, премијер Хрватске (2000—2003). (прем. 2007)[14]
- 1946 — Ратомир Дујковић, српски фудбалски голман и фудбалски тренер.[15]
- 1947 — Едвард Џејмс Олмос, амерички глумац, редитељ, продуцент и активиста.[16]
- 1947 — Руперт Холмс, британско-амерички музичар, драматург и писац.[17]
- 1952 — Радован Миљанић, српски глумац. (прем. 2021)[18]
- 1955 — Ален Прост, француски аутомобилиста, возач Формуле 1.[19]
- 1955 — Стив Џобс, амерички информатичар и предузетник, један од оснивача компаније Епл. (прем. 2011)[20]
- 1961 — Стојан Матавуљ, српски глумац.[21]
- 1966 — Били Зејн, амерички глумац и продуцент.[22]
- 1967 — Брајан Шмит, амерички физичар, добитник Нобелове награде за физику (2011).[23]
- 1971 — Педро де ла Роса, шпански аутомобилиста, возач Формуле 1.[24]
- 1977 — Флојд Мејведер Млађи, амерички боксер.[25]
- 1977 — Перица Огњеновић, српски фудбалер и фудбалски тренер.[26]
- 1981 — Фелипе Балој, панамски фудбалер.[27]
- 1981 — Лејтон Хјуит, аустралијски тенисер.[28]
- 1982 — Клара Кукалова, чешка тенисерка.[29]
- 1986 — Владимир Голубовић, црногорски кошаркаш.[30]
- 1987 — Марко Ђурковић, српски кошаркаш.[31]
- 1988 — Родриг Бобуа, француски кошаркаш.[32]
- 1989 — Данијел Калуја, енглески глумац и сценариста.[33]
- 1990 — Богдан Ризнић, српски кошаркаш.[34]
- 1991 — Немања Убовић, српски ватерполиста.[35]
- 1995 — Небојша Косовић, црногорски фудбалер.[36]
- 2002 — Лазар Самарџић, српско-немачки фудбалер.

## Смрти
- 1515 — Св. Ђорђе Кратовац, српски светац
- 1815 — Роберт Фултон је био амерички инжењер и иноватор (рођ. 1765)[37]
- 1856 — Николај Лобачевски, руски математичар. (рођ. 1793)[38]
- 1882 — Сима Андрејевић-Игуманов је био српски трговац и црквено-просветни добротвор. (рођ. 1804)[39]
- 1928 — Андра Гавриловић, српски историчар, историчар књижевности и књижевник . (рођ. 1864)[40]
- 1974 — Синиша Станковић, српски биолог. (рођ. 1892)[41]
- 1975 — Николај Александрович Булгањин совјетски политичар. (рођ. 1895)[42]
- 1990 — Јуре Каштелан, хрватски песник. (рођ. 1919)[43]
- 1990 — Алесандро Пертини, италијански државник. (рођ. 1896)
- 1993 — Боби Мур, енглески фудбалер. (рођ. 1941)[44]
- 2001 — Клод Шенон, амерички научник и инжењер. (рођ. 1916)[45]
- 2003 — Алберто Сорди, италијански филмски глумац. (рођ. 1919)[46]
- 2006 — Октејвија Батлер, америчка списатељица научне фантастике. (рођ. 1947)[47]

## Празници и дани сећања
- Српска православна црква слави:
  - Свештеномученика Власија
  - Светог мученика Ђорђа Кратовца
  - Свету Теодору